# سائورون
سائورون (به انگلیسی: Sauron) شخصیتی در رشته‌افسانهٔ تالکین است که صاحب و سازندهٔ حلقهٔ یگانه است.
او فرماندهٔ ارشد مورگوت بود، وی همچنین در تمامی اعمال زیرکانه و اهریمنی مورگوت در سرزمین میانی و فراسوی آن سهمی بزرگ داشت و در خباثت و پلیدی در مرتبه بعد از مورگوت بود، زیرا او مدتی دراز نه برای خودش که برای مورگوت خدمت می‌کرد. با این وجود به سبب قدرت و مقامی که سابقاً نزد آئوله والا (ارباب سابقش) داشت و دانش عظیمی که او از آئوله و مورگوت در باب جادوگری و صناعت آموخت، او تبدیل به بزرگترین خادم ملکور (مورگوت) شد؛ به همین خاطر هم پس از سقوط و بیرون رانده شدن مورگوت از سرزمین میانه، به یک ارباب تاریکی بدل شد و به دنبال او در گرداب تباهی و پلیدی فرورفت. سائورون دشمن اصلی مردمان آزاد در طی دوران‌های دوم و سوم بود

## تاریخچه

### پیش از خلقت اردا
قبل از خلقت اردا سائورون یکی از آینوهایی بود که در نزد ایلوواتار ترانه آینور را ایجاد کردند و با آن موسیقی بزرگ، جهان آردا را پدیدآوردند و آنگاه او نیز همانند آینوهای دیگر وارد آن شد و کالبد و جسمی مایا (سرزمین میانی) را به خود گرفت.

### دوران اول
سائورون در ابتدا مایایی بود به نام مایرون و در خدمت آئوله. ولی بزودی توسط ملکور بدام افتاد و به خادمی وفادار تبدیل شد به‌طوری‌که هنگامی که ملکور در پشت دیوارهای آردا سرگردان بود، او مردمان نومه‌نور را تشویق کرد که مورگوت را همچون خدا بپرستند. اگرچه ملکور قصد چیرگی و نابودی اکثر قسمت‌های آردا را داشت، سائورون دوست داشت که بر مردمان و اعمال آن‌ها کنترل داشته باشد.
در طی دوره نخست، الف‌های نولدور، والینور، سرزمین مقدس والار در آمان را (برخلاف حکم والار) ترک کردند تا با مورگوت که سیلماریلهای ارزشمند را دزدیده بود جنگ کنند. در آن جنگ سائورون به عنوان سروان ارشد مورگوت فرماندهی سپاه را بر عهده و از تمام دیگر خادمان مورگوت منزلت بیشتری داشت. در آن هنگام الف‌های برین نولدور به زبان کوئنیایی او را سائورون و الف‌های خاکستری بلریاند او را گورتائور ظالم می‌نامیدند و او ارباب توهم‌زایی و تغییر شکل بود و گرگینهها در خدمت او بودند، سردستهٔ آن‌ها گرگینه‌ای بزرگ به نام درائگلوین بود و سردستهٔ خون‌آشامانش تورینگ‌وتیل نام داشت. پس از آمدن آدمیان به بلریاند. مورگوت از آنگباند خارج شد تا انسانهای تازه از خواب بیدار شده را اغفال کند و پس از بازگشت به بلریاند و پیروزی در نبرد داگور براگولاخ، سائورون جنگ را به سمت جزیرهٔ الفی تول‌سیریون هدایت کرد، از آن پس نام جزیره به تول-این-گائوروت (جزیرهٔ گرگ‌خویان) تغییر کرد.
پس از شکسته شدن صلح چهار صد ساله و با درگرفتن نبرد داگور براگولاخ (نبرد شعله‌های جهنده) که منجر به ویران شدن قلمروهای دورتونیون (سرزمین تحت فرمانروایی آنروز و آیگنور، پسران کهتر فینارفین و برادر شاه فین رود شاه نارگوتروند) و کشته شدن شان و ویرانی قلمرو پسران فئانور (جز هیم رینگ مایدروس) و کشته شدن فین گولفین، شاه برین نولدور شد، عقب‌نشینی آهسته و مستمر الف‌های نولدور و الف‌های خاکستری تحت امرشان به سوی جنوب شد. در همین زمان آدمیان خاندان بئور کهنسال (اولین خاندان اداین (آدمیان وارد شده به بلریاند)) سرکرده‌ای دلیر و بسیار نیرومند به نام باراهیر داشتند. او در اثنای این جنگ، شاه نارگوتروند، فین رود را که نزدیک بود به‌دست اورک‌ها کشته شود نجات داد و فین رود هم با او عهد دوستی و کمک به هنگام نیاز با او را بست. یکی از این نشانه‌ها، اهدای حلقه‌ای به باراهیر بود که به انگشتر باراهیر معروف شد و آراگورن هنگام عقد با آرون آن را به او داد.
کرده‌های باراهیر در جنگ داگور براگولاخ و پس از آن، چنان شهرتی برایش به هم زد که مورگوت سائورون را مأمور کشتن باراهیر و دوازده یار باقی‌مانده اش کرد.
عاقبت به سبب بی احتیاطی‌های یکی از یاران باراهیر به نام گورلیم دررفت‌وآمد به سمت املاک غارت شده اش در دورتونیون و آگاهی خادمان مورگوت از این موضوع، سرانجام او در خانه‌اش در حالی که فکر می‌کرد همسرش ای لینل زنده است و از دوری ناله می‌کند (صدای ناله‌ها در واقع افسونهایی بود که سائورون برای بدام انداختن او استفاده کرد) توسط اورک‌ها دستگیر شد.
پس از شکنجه شدن گورلیم به وسیلهٔ اورک‌ها، او را با این وعده که اگر مخفی گاه باراهیر را فاش کند، قول می‌دهند همسرش را به او بازگردانند، سرانجام او را به حضور سائورون آوردند و او وحشت زده از هیبت سائورون، تمامی رازها را بر ملا کرد. اما ای لینل در واقع مرده بود و سائورون به گورلیم القا کرده بود که او هنوز زنده است و به طرزی سنگدلانه به او گفت: «دعایت را برآورده می‌سازم و تو به نزد ای لینل خواهی رفت و از بندگی من آزاد خواهی شد» و سپس او را با مرگی رذیلانه از پای درآورد؛ و صبح سپیده دم با اورک‌ها به دورتونیون شبیخون زد و تمامی یاران باراهیر و خود او را کشت.
پسر باراهیر برن بود که به سبب مأموریتی که پدرش به او داده بود، در دورتونیون نبود و در این دوران با لوتین دختر تین گول و ملیان آشنا شد و عاشق او شد اما شاه دوریات تین گول با خبردار شدن از این عشق میان یک الف و یک آدم فانی، خشمگین شد و سرانجام از برن خواست یکی از سیلماریل‌های ارزشمند را از تاج مورگوت بردارد و برایش بیاورد تا لوتین از آن او شود.
برن در مأموریتش در ابتدا سر از نارگوتروند درآورد و از فین رود که با پدرش باراهیر عهد کرده بود که او را به هنگام نیاز یاری کند، نارگوتروند را ترک کرد و حکمرانی را به برادر دیگرش اورودرت سپرد؛ وی دژبان برج میناس تی ریت در تول سیریون بود که در اثر حمله سائورون به تول سیریون، از آنجا بیرون رانده شد و به نارگوتروند گریخت.
فین رود با گروهی از الف‌ها به سرکردگی ادراهیل و به همراه برن راهی آنگباند شد. برای کوتاه کردن مسیر عبور به سمت آنگباند، در دامنه‌های کوه‌های پرسابقه دسته بزرگی از اورک‌ها را از پای درآورد و با مهارتش، همراهانش را به شکل و قیافه اورک‌ها درآورد. سپس تصمیم گرفتند از زمین میان تائور-نو-فوئین (جنگل سایه‌های شبانه) و ارد وترین (حصار قلمرو فین گون پسر فین گولفین) رد شوند، ولی آنان با عجله می‌رفتند و در ضمن راجع به اقداماتشان به سائورون گزارش نداده بودند. وقتی که سائورون جلوشان را گرفت، فین رود با سائورون مصاف داد ولی سرانجام مغلوب او شد و او جامه مبدل برن و الف‌ها را از تنشان درآورد اما نتوانست مقصود و نام آن‌ها را بفهمد.
پس برای آنکه اعتراف کنند، برن و فین رود و الف‌های همراه‌شان را در دخمه‌های سیاه تول-این-گائوروت زندانی کرد و چون اعتراف نمی‌کردند یک به یک توسط گرگ‌های سائورون دریده می‌شدند.
لوتین که دل نگران برن بود و متوجه شد وی توسط سائورون در تول-این-گائوروت زندانی شده، با آنکه توسط پدرش زندانی شده بود، به وسیلهٔ سحر و جادو از دوریات گریخت. اما به‌دست کله گورم پسر فئانور که پس از سقوط قلمروش در گذرگاه آلن به نارگوتروند گریخته و در کار شکار گرگ‌های سائورون به کمک هوآن تازی بود، لوتین را فریب داد و برای افزودن به قدرتش در نارگوتروند زندانی کرد و می‌خواست او را همسر خود سازد و بدین وسیله قدرتش را افزایش دهد. او و برادرش کوروفین نفوذ بسیار زیادی در نارگوتروند داشتند و حتی در صدد رها کردن فین رود در چنگ مرگ و برکنار کردن اورودرت و حکومت بر نارگوتروند بودند. اما لوتین با کمک هوآن از زندان‌های نارگوتروند گریخت و خود را به تول این گائوروت رساند.
در همین اثنا فین‌رود فلاگوند، پادشاه نارگوترونددر هنگام محافظت از برنکه نزدیک بود به وسیلهٔ یک گرگ از پای درآید، کشته شد. چندی پس از آن لوتین و هوآن تازی سرانجام به تول این گائوروت رسیدند و هوآن با گرگ‌های سائورون، من جمله درائگلوین درآوردن و او را کشت. سرانجام خود سائورون با هیبت بزرگترین گرگ سرزمین میانه با هوآن مصاف داد و چون ای تازی هبه اورومه والا به کله گورم بود، خباثت سائورون نقش بر آب و توسط هوآن تازی مغلوب شد. سپس لوتین پس از به تملک درآوردن املاک سائورون و آزاد کردن او به قید شرط، جزیره را به تملک خود درآورد؛ و بدین گونه بود که لوتین و هوآن تازی سائورون را شکست و برن را از سیاه‌چال نجات دادند. پس از شکست او به‌دست لوتین، و نابودی مورگوت، ایونوه، مایار مانوه سارون را به تالارهای مانوه فراخواند تا در آنجا در برابر والاها، عهد کند که از اعمال زشتش پرهیز کند، ولی سائورون به تائور نو فوئین فرار کرد. پس از سقوط مورگوت در جنگ نهایی، سرانجام دوران اول به پایان رسید.

### دوران دوم
پس از حدود هزار سال زندگی در خفا سائورون بار دیگر خود را به جهان نشان داد. این بار او با نام آناتار، ارباب هدیه‌ها، خود را معرفی کرد و با الف‌های اره‌گیون دوست شد و به آن‌ها هنر و جادو آموخت. البته همهٔ الف‌ها به او اعتماد نکردند، همچون بانو گالادریل و گیل-گالاد پادشاه بزرگ الف‌ها ولی افراد کمی به آن‌ها گوش دادند. الف‌ها حلقه‌های قدرت را ساختند ولی در پنهان سائورون حلقهٔ یگانه را در کوه هلاکت ساخت و قسمت اعظم نیروی خود را هنگام ساختنش درون آن قرار داد.
در این هنگام سائورون ارباب تاریکی موردور شناخته شد، او باراد-دور، برج تاریک، را در نزدیکی کوه هلاکت ساخت. همچنین دروازه سیاه را ساخت تا جلوی مهاجمان به موردور را بگیرد. توسط حلقه‌های قدرت ۹ انسان فانی را اغواء کرد و آن‌ها را به نزگول (اشباح حلقه) و خادمان اصلی اش تبدیل کرد. او سپاه عظیمی از اورکها، ترولها و انسان‌ها (به‌طور عمده ایسترلینگها و جنوبی‌ها) برپا کرد.
قدرت سائورون ۷۰۰ سال پس از ایجاد موردور به اوج خود رسید. در قرن ۱۷ دوران دوم به محض این که سائورون حلقه خود را ساخت، کلبریمور و دیگر الف‌ها از خیانت او آگاه شدند و به سرعت جنگی علیه او برپا کردند. جنگ الف‌ها و سائورون جنگی خونین بود که منجر به نابودی اره‌گیون و بخش اعظم اریادور شد. کلبریمور کشته شد و بدنش را بر سر نیزه در جلوی سپاه سائورون حمل می‌کردند. الف‌ها تا کوهستان آبی مجبور به عقب‌نشینی شدند و متحدان دورفشان نیز در پشت درهای بستهٔ موریا مخفی شدند، جایی که سائورون توانایی حمله به آن را نداشت. سائورون تقریباً بر کل سرزمین میانه حکمرانی می‌کرد تا اینکه مردمان نومه‌نور به درخواست کمک الف‌ها پاسخ دادند و ارتشی به سرزمین میانه فرستادند. ارتش توأم الف‌ها و نومه‌نوری‌ها نیروهای سائورون را پس از درگیری‌های شدید مجبور به عقب‌نشینی از اریادور کردند و سائورون مجبور شد به موردور بازگردد.
اگرچه قدرت سائورون دیگر هیچگاه به هنگام جنگش با الف‌ها نرسید ولی خانه و کاشانهٔ بسیاری از دشمنان اصلی‌اش نابود شده بود و برخلاف دشمنانش امپراتوری او بیش از پیش قدرتمند بود. قدرت امپراتوری او در حال گسترش بین مردمان وحشی جنوب و جنوب شرقی بود. با این‌حال سائورون به متحد قدیمی‌اش وفادار بود و معابدی برای ستایش و پرستش مورگوت برپا کرد، جایی که انسان‌ها را برای او قربانی می‌کردند. به همین دلیل در اواخر دوران دوم سائورون لقب ارباب زمین و پادشاه انسان‌ها را کسب کرد.
این مطلب باعث رنجش نومه‌نوری‌ها شد. انسان‌های قدرتمند از نسل برن و لوتین که در جزیرهٔ نومه‌نور واقع در دریای بزرگ بین سرزمین میانه و والینور زندگی می‌کردند. نومه‌نوری‌های مغرور با ارتشی عظیم به سرزمین میانه رفتند و نیروهای سائورون از جلوی آن‌ها گریختند. سائورون متوجه شد که با زور ارتشش نمی‌تواند نومه‌نوری‌ها را شکست دهد پس ترتیبی داد که شاه آر-فارازون و نومه‌نوری‌ها او را به عنوان گروگان به نومه‌نور ببرند. او در آنجا به سرعت از یک زندانی به عنوان مشاور شاه تبدیل شد و به تار-مایرون معروف گشت. او بسیاری از نومه‌نوری‌ها را به پرستش مورگوت تشویق کرد و معبد عظیمی برای او ساخت که در آنجا انسان‌ها را قربانی می‌کردند. سرانجام او شاه را برای حمله به خود والینور و والار متقاعد ساخت. بالاخره خود ارو دخالت کرد، نومه‌نور زیر آب رفت و همه نیروی ارتش نومه‌نور در دریا غرق شد. سائورون گرفتار سیل شد و تواناییش برای آنکه کالبدی زیبا به خود بگیرد را برای همیشه از دست داد و تا بعد از آن به شکل ارباب تاریکی مخوفی ظاهر شد مانند مورگوت و به موردور گریخت و آن‌جا آرام آرام قدرت خود را در سال‌هایی که به سال‌های تاریک مشهور است، بازیافت.
از این نظر که او بدن مادی نداشت مجبور بود توسط نیرو و ترس فرمانروایی کند. در این هنگام تعداد کمی از نومه‌نوری‌های معتقد به ارو و والار از سیل جان سالم به در بردند و به سرزمین میانه رسیدند و سرزمین‌های گاندور و آرنور را برپا کردند. این نومه‌نوری‌ها که توسط الندیل و پسرانش رهبری می‌شدند با شاه الف‌ها، گیل-گالاد متحد شدند و جنگی (آخرین اتحاد الف‌ها و آدم‌ها) علیه سائورون راه انداختند که سرانجام سائورون شکست خورد ولی در این جنگ هم گیل-گالاد و هم الندیل و پسر بزرگش، آناریون، کشته شدند. ایسیلدور پسر دیگر الندیل انگشت سائورون را با شمشیر شکستهٔ پدرش قطع کرد و حلقه از دست سائورون درآمد و سائورون تقریباً نابود شد؛ ولی بعداً حلقه به ایسیلدور خیانت کرد و برای ۲۰۰۰ سال در رودخانهٔ بزرگ آندوین گم شد.

### دوران سوم
در دوران سوم، سائورون بار دیگر شروع به بازسازی قدرت خویش کرد. ابتدا در قلعه‌ای نفرین شده به نام دول-گولدور بر روی تپهٔ جادوگر در جنوب میرکوود. در آنجا او به نام سایهٔ سیاه (Necromancer) معروف گشت و الف‌ها در ابتدا او را نشناختند. گندالف جادوگر به درون قلعه نفوذ کرد و از حقیقت امر مطلع شد. در نهایت شورای سفید جادوگران و الف‌ها با نیروی متحد شدهٔ هم سائورون را از آنجا فراری دادند؛ ولی شورای سفید توسط سارومان رهبری می‌شد که حلقهٔ یگانه را برای خود می‌خواست و به همین دلیل او نمی‌خواست که به دول-گولدور حمله شود. وقتی که گندالف بار دیگر بر حمله اصرار کرد، شورای سفید تصمیم به حمله گرفت. متأسفانه این بار سائورون از پیش برای حمله آماده بود و به موردور فرار کرد و برج تاریک باراد-دور را دوباره برپا کرد. او دوباره موردور را مقر خود کرد و برای جنگ علیه گاندور و الف‌ها آماده شد و از متحد جدید خود، سارومان، برای نابودی روهان استفاده کرد.
سائورون ارتش عظیمی از اورک‌ها و مردمان وحشی جنوب و شرق سرزمین میانه فراهم کرد و علامت چشم بی‌پلک را برای خود برگزید و در همان زمان بود که او توانست قدرت خود را در سرزمین میانه گسترش دهد و از چشم سائورون به عنوان نمادی از قدرت و ترس استفاده کند.
پس از شکنجه دادن گالوم، او متوجه شد که حلقهٔ یگانه توسط بیلبو بگینز پیدا شده‌است. او خطرناکترین خادمانش، نازگولها را به شایر فرستاد تا حلقه را برای او بیابند. نزگول‌ها در شایر متوجه شدند که بیلبو و برادرزاده‌اش فرودو هر دو شایر را ترک کرده‌اند. دور از دانسته‌های سائورون، فرودو از گندالف دستور داشت که به ریوندل برود و از حلقه محافظت کند. فرودو در ریوندل به یاران حلقه پیوست تا با هدف نابودی حلقه به سمت کوه نابودی حرکت کنند. سائورون ارتش عظیمش را برای نابودی میناس‌تریت قلعهٔ بزرگ گاندور گسیل کرد و نزگول‌ها را برای پیدا کردن و کشتن فرودو فرستاد. در این زمان سائورون فهمید که آراگورن، آخرین بازمانده از نسل ایسیلدور به یاران حلقه پیوسته‌است.
وقتی که ارتش سارومان در آیزنگارد شکست خورد، آراگورن از پلانتیر اورتانک استفاده کرد و خود را به سائورون نشان داد و این باعث شد که سائورون گمراه شود و فکر کند که حلقه در دست آراگورن است و تصمیمی عجولانه بگیرد. او ارتشش را برای نابودی گاندور و به فرماندهی قوی‌ترین خادمش، پادشاه جادوپیشه آنگمار، ویچ‌کینگ، به سمت میناس‌تریت فرستاد. این جنگ به نام جنگ دشت‌های پله‌نور معروف گشت.
اگرچه سائورون در این جنگ شکست خورد ولی نیروهای مردمان آزاد غرب به شدت تضعیف گشت و برعکس، سائورون همچنان میزان قابل توجهی از اورک‌ها را در ارتش خود داشت تا در جنگ پیروز شود. با استراتژی گندالف، مردمان آزاد سرزمین میانه پیشدستی کرده و با نیروی اندک خود به سمت مقر سائورون، موردور، لشکرکشی کردند. سائورون تمام حواسش به سمت ارتشی که به موردور می‌آمدند معطوف گشت و تمام سپاهش را برای مقابله با آن‌ها از موردور خارج کرد تا یک بار برای همیشه نیروهای آزاد را شکست دهد. با این کار حقهٔ گندالف گرفت و راه برای فرودو از میان موردور و به سمت کوه نابودی بدون نگهبان برای نابود کردن حلقه فراهم شد.
فرودو در آخرین لحظه‌های مأموریتش شکست خورد و حلقه بر او چیره گشت و حلقه را در انگشت کرد ولی گالوم سهواً بر روی فرودو پرید، حلقه را از انگشت او درآورد و برای خود تصاحب کرد ولی در همان موقع تعادلش بهم خورد و همراه حلقه به درون آتش کوه سقوط کرد. قدرت سائورون در آنجا نابود گشت و تمام نیرویش تحلیل رفت. روح او همچون ابری سیاه بر فراز موردور سایه انداخت ولی بادی از غرب وزید و او را عقب راند. سائورون برای همیشه از کار افتاد و دیگر توانایی بازپروری خود را ندارد. سارومان نیز از سرانجامی همچون سائورون رنج می‌برد.

## ریشه‌یابی نام‌ها
در بعضی از نوشته‌های تالکین آمده‌است که نام اصلی سائورون، «مایرون» بوده به معنای «ستودنی» ولی این نام پس از اینکه ملکور او را اغواء کرد دیگر به کار گرفته نشد و او همچنان به نامیدن خود با نام مایرون یا «تار-مایرون» تا قبل از نابودی نومه‌نور ادامه داد.
«سائورون» کلمه‌ای کوئنیایی است به معنی «منفور». در زبان سینداری به او «گورتائور» می‌گفتند و همچنین با نام «نکرومنسر» یا «ترس پلید» یاد می‌کردند او را همچنین «دشمن بی‌نام» می‌خواندند. دونه‌داین او را «سائورون فریب‌دهنده» می‌نامیدند چرا که نقش او در ویرانی نومه‌نور و اره‌گیون را دیده بودند. معمول‌ترین نام‌های او، «ارباب موردور» و «ارباب حلقه‌ها» دفعات کمی در کتاب استفاده شده‌اند.